# Gare d’Autun
Gare d’Autun vasútállomás Franciaországban, Autun településen.

## Vasútvonalak
Az állomást az alábbi vasútvonalak érintik:
- d'Étang–Santenay-vasútvonal

## Kapcsolódó állomások
A vasútállomáshoz az alábbi állomások vannak a legközelebb: